# Джон Робертсон (футболіст, 1964)
Джон Робертсон (англ. John Grant Robertson; нар. 2 жовтня 1964, Единбург) — шотландський футболіст, що грав на позиції нападника. По завершенні ігрової кар'єри — футбольний тренер. Відомий своїми виступами за «Гартс», а також національну збірну Шотландії.

## Клубна кар'єра
У дорослому футболі дебютував 1981 року виступами за команду клубу «Гартс», в якій провів сім сезонів, взявши участь у 218 матчах чемпіонату. Більшість часу, проведеного у складі «Гартс», був основним гравцем атакувальної ланки команди. У складі «Гартс» був одним з головних бомбардирів команди, маючи середню результативність на рівні 0,47 голу за гру першості. Він забив рекордні 27 голів у ворота «Гіберніан» в единбурзькому дербі за що отримав від уболівальників прізвисько «Молот Гібз». Виступи Джона за «Гартс» були дуже успішними, що зробило його легендою клубу всього за декілька сезонів.
Покинувши «Гартс» в 1988 році Робертсон не зміг досягти таких самих успіхів в «Ньюкасл Юнайтед», тому повернувся до Единбургу в грудні того ж року.
Цього разу відіграв за команду з Единбурга Ще вісім сезонів своєї ігрової кар'єри. В «Гартс» Робертсон досяг свого найбільшого успіху. Там він провів майже всю свою ігрову кар'єру. Його відданість «Гартс» була, нарешті, винагороджена в 1998 році, коли «Серця» виграли Кубок Шотландії, і Джон отримав медаль переможця, хоча і провів матч на лавці запасних. Після нетривалої оренди до Данді, він залишив «Тайнкасл», того ж літа приєднавшись до «Лівінгстона» в ролі граючого тренера.
Джон Робертсон завершив професійну ігрову кар'єру у клубі «Лівінгстон», за команду якого виступав протягом 1998—2000 років.

## Виступи за збірні
1990 року дебютував в офіційних матчах у складі національної збірної Шотландії. Протягом кар'єри у національній команді, яка тривала 6 років, провів у формі головної команди країни 16 матчів, забивши 3 голи.

## Кар'єра тренера
Розпочав тренерську кар'єру невдовзі по завершенні кар'єри гравця, 2002 року, очоливши тренерський штаб клубу «Інвернесс». В подальшому очолював команди клубів «Гартс», «Росс Каунті» та «Лівінгстон». Наразі останнім місцем тренерської роботи був клуб «Іст Файф», команду якого Джон Робертсон очолював як головний тренер до 2012 року.

## Титули та досягнення

### Гравець
- Чемпіонат Шотландії
  - Срібний призер (3): 1985–86, 1987–88, 1991–92
- Кубок Шотландії
  - Володар (1): 1997–98
- Кубок Шотландської ліги:
  - Фіналіст (1): 1996–97

### Тренер
- Кубок ірландської ліги:
  - Володар (1): 2008